# Кочкоемка
Кочкоемка — река в России, протекает по Лукояновскому району Нижегородской области. Устье реки находится в 37 км по правому берегу реки Аратка. Длина реки составляет 13 км.
Исток реки юго-западнее деревни Владимировка (Лопатинский сельсовет) в 12 км севернее города Лукоянов. Генеральное направление течения — северо-восток, река течёт по безлесой местности. Протекает деревню Владимировка и село Перемчалки (обе — Лопатинский сельсовет). Впадает в Аратку ниже села Новое Иванцево на границе с Шатковским районом.

## Данные водного реестра
По данным государственного водного реестра России относится к Верхневолжскому бассейновому округу, водохозяйственный участок реки — Сура от устья реки Алатырь и до устья, речной подбассейн реки — Сура. Речной бассейн реки — (Верхняя) Волга до Куйбышевского водохранилища (без бассейна Оки).
Код объекта в государственном водном реестре — 08010500412110000039579.